# Moxos-Ebene

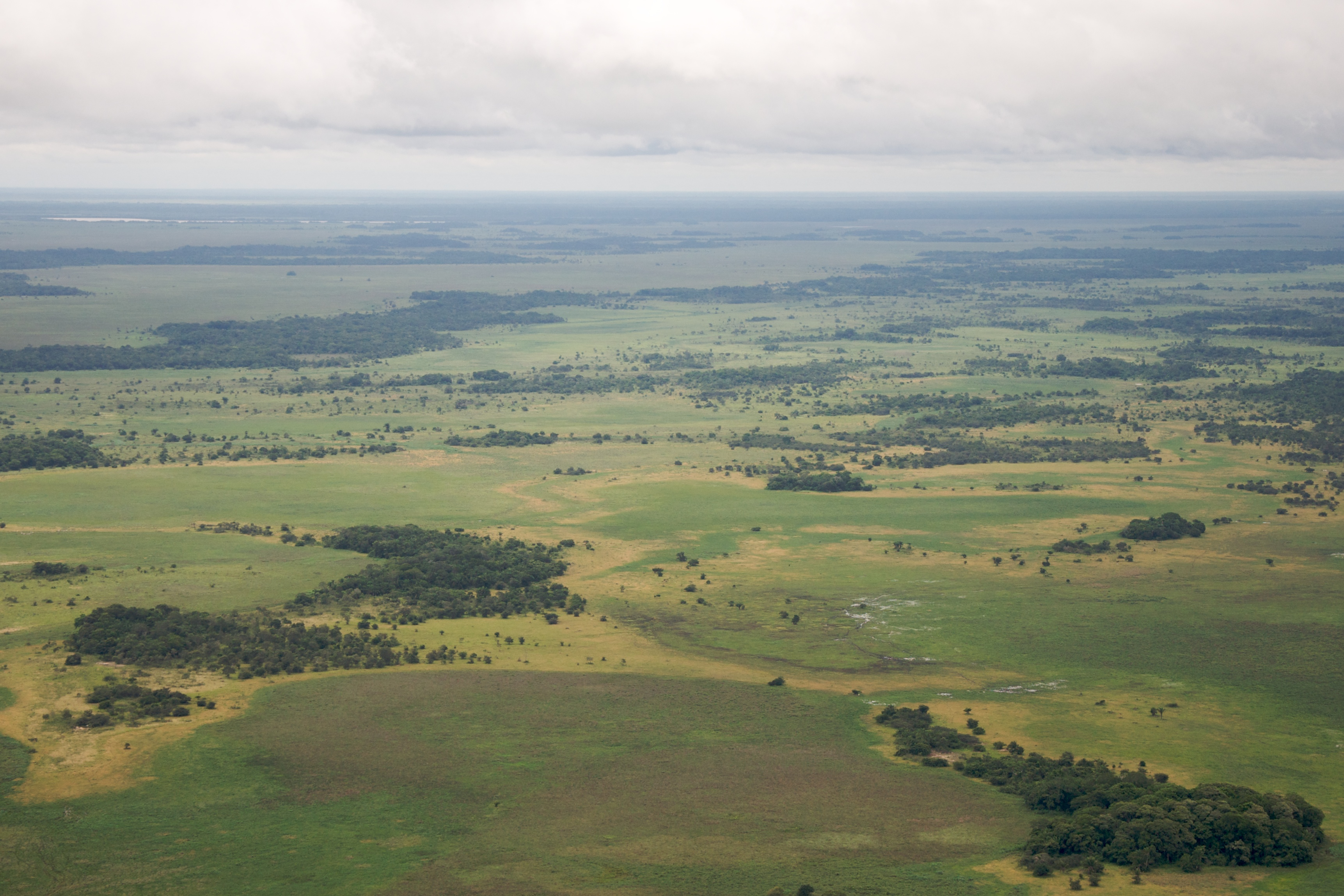
Die Moxos-Ebene im Departamento Beni

Die Moxos-Ebene (spanisch: Llanos de Moxos, manchmal auch "Mojos" geschrieben) ist eine etwa 110.000 km² große Überschwemmungssavanne im nördlichen Tiefland von Bolivien. Sie liegt hauptsächlich im Departamento Beni; kleinere Teile liegen in den Departamentos Cochabamba, La Paz, Pando und Santa Cruz. Ihr Name geht auf die indigene Gruppe der Moxo zurück, die dort im 17. Jahrhundert gesiedelt hat.
Das Gebiet liegt im Südwesten des Amazonasbeckens. Zahlreiche, von der Ostabdachung der Anden kommende Flüsse durchqueren die Ebene. Die geringen Höhenunterschiede der Savannen, verbunden mit Regenfällen in der Regenzeit und der Schneeschmelze aus den Anden, führen dazu, dass bis zur Hälfte des Landes regelmäßig überflutet wird.
Die Ebene ist kein ideales Siedlungsgebiet, da die Böden arm an Nährstoffen sind und weite Flächen der Moxos-Ebene während der Regenzeit monatelang unter Wasser stehen.

## Klima
Das Klima der Moxos-Ebene ist tropisch mit ausgeprägten Regen- und Trockenzeiten. Die Regenzeit dauert normalerweise von Dezember bis Mai und die jährlichen Regenmengen liegen zwischen 1300 mm im Osten und 2000 mm im Westen.

## Flora
Die Ökoregion setzt sich zusammen aus Savannen und Feuchtgebieten mit Waldinseln und Galeriewäldern entlang von Flüssen. Hochwasser und Wald- und Flurbrände sind wichtige ökologische Faktoren.

## Fauna
Die Ökoregion ist die Heimat des Blaulatzaras (Ara glaucogularis), dessen letzte freilebende Population etwa 250 bis 300 Individuen umfasst und stark vom Aussterben bedroht ist.

## Ausgrabungen
Die archäologischen Ausgrabungen in Beni wurden 1908 durch den Schweden Erland Nordenskiöld an drei Hügeln südöstlich der Regionshauptstadt Trinidad begonnen, er fand v. a. Keramik. Die bisherigen Ergebnisse zeigen, dass es in der Moxos-Ebene bereits im präkolumbischen Zeitraum zwischen 500 und 1400 n. Chr. eine rege Siedlungstätigkeit gegeben hat, sie endete also schon vor Ankunft der Spanier.
 In den 1960er Jahren überflog William Denevan von der University of Wisconsin das Gebiet und staunte über angelegte Kanäle, Hügel und aufgeschüttete Erdwälle, was das wissenschaftliche Verständnis revolutionierte. Wegen politischer Instabilität und Drogenanbaus, der zu Misstrauen gegenüber Weißen führt, führte das aber nur zu einer geringen Steigerung der Ausgrabungen.
Der amerikanische Geologe Kenneth Lee versuchte ab den 1970er Jahren zu ermitteln, ob und wie eine Kultur auf den nährstoffarmen Böden intensive Landwirtschaft betreiben konnte. Er vermutete, dass die "Hügelbeetanlagen" am Rio Iruyañez bei Santa Ana del Yacuma zur Zucht von dickstieligen Wasserhyazinthen dienten, einem hartnäckigen und schnellwachsenden Unkraut, das man aber als Dünger nutzen konnte. Diese Theorie gilt seit den 1990er Jahren jedoch als widerlegt. Ab den 1990er Jahren werden unter Clark Erickson von der University of Pennsylvania und William Balée langfristig ausgerichtete Grabungen durchgeführt, die Ergebnisse sind weitgehend noch nicht publiziert. Die brasilianische Archäologin Denise Schaan von der Universität von Pala in Belem hat mit ihrem finnischen Kollegen Martti Pärssinen mit Google Earth bislang über 200 runde, vier- und dreieckige Grabenstrukturen entdeckt. Inwieweit man dabei von "Hochkultur" wie bei den Andenvölkern sprechen kann, ist noch sehr umstritten, aber im Tiefland lebten sicher nicht nur Jäger und Sammler wie lange angenommen.
Heiko Prümers vom Deutschen Archäologischen Institut (DAI) ist insbesondere an zwei Ausgrabungshügeln („Loma“s) im Südosten des Departamentos Beni nahe dem Dorf Casarabe tätig:
- Loma Mendoza: 50 Kilometer östlich von Trinidad
- Loma Salvatierra: Prümers entdeckte hier ein „Fürsten“grab, den Sub-Kaziken von Casarabe, und viele Knochenartefakte mit weitem Funktionsspektrum (Werkzeuge und Gerätschaften, Schmuck, Musikinstrumente)

Der Anbau von Maniok und Kürbissen wurde bereits vor über 10.000 Jahren praktiziert.